# Фузионизам
Фузионизам у настави математике је метод предавања математике када се њене различите области не изучавају постепено и одвојено, већ одједном. 
На пример, фузионизам је када настава планиметрије и стереометрије иде у једној школској години и у тесном међусобном преплитању. За заједничко изучавање планиметрије и стереометрије изјашњавао се велики руски математичар Н. И. Лобачевски. Међутим, наша и нпр. руска методика математике не признаје фузионизам зато што тај метод доводи до слабријих резултата. Можда зато што не узима у обзир узрасне посебности ученика или развој њиховог логичког мишљења. У другим врстама обуке, фузионизам се, такође, показао као лошији метод, бар што се тиче врхунског тренинга.